# ديترويت

علم

ديترويت (بالإنجليزية: Detroit) هي أكبر مدن ولاية ميشيغان الأمريكية. تبلغ مساحتها 370.2 كم2. تقع في مقاطعة وين، بالقرب من نهر ديترويت. تأسست عام 1701 بواسطة التجار الفرنسيين. عدد سكان مدينة ديترويت تبلغ حوالي 681,090 نسمة، وتصنف في المرتبة العاشرة بالنسبة لمدن الولايات المتحدة الأمريكية لعام 2000، وقد أصبحت المدينة الحادية عشر من حيث عدد السكان بعد سان خوسيه بكاليفورنيا عام 2004. و يقع في مدينة ديترويت ملعب فورد فيلد و هو ملعب فريق ديترويت لايونز في دوري كرة القدم الأمريكية.
تعرف المدينة بصناعة السيارات، وتسمى أحياناً باسم "Motor City" أي مدينة المحركات أو السيارات بسبب ذلك. تجاور ديترويت مدينة ويندسر بمقاطعة أونتاريو الكندية.

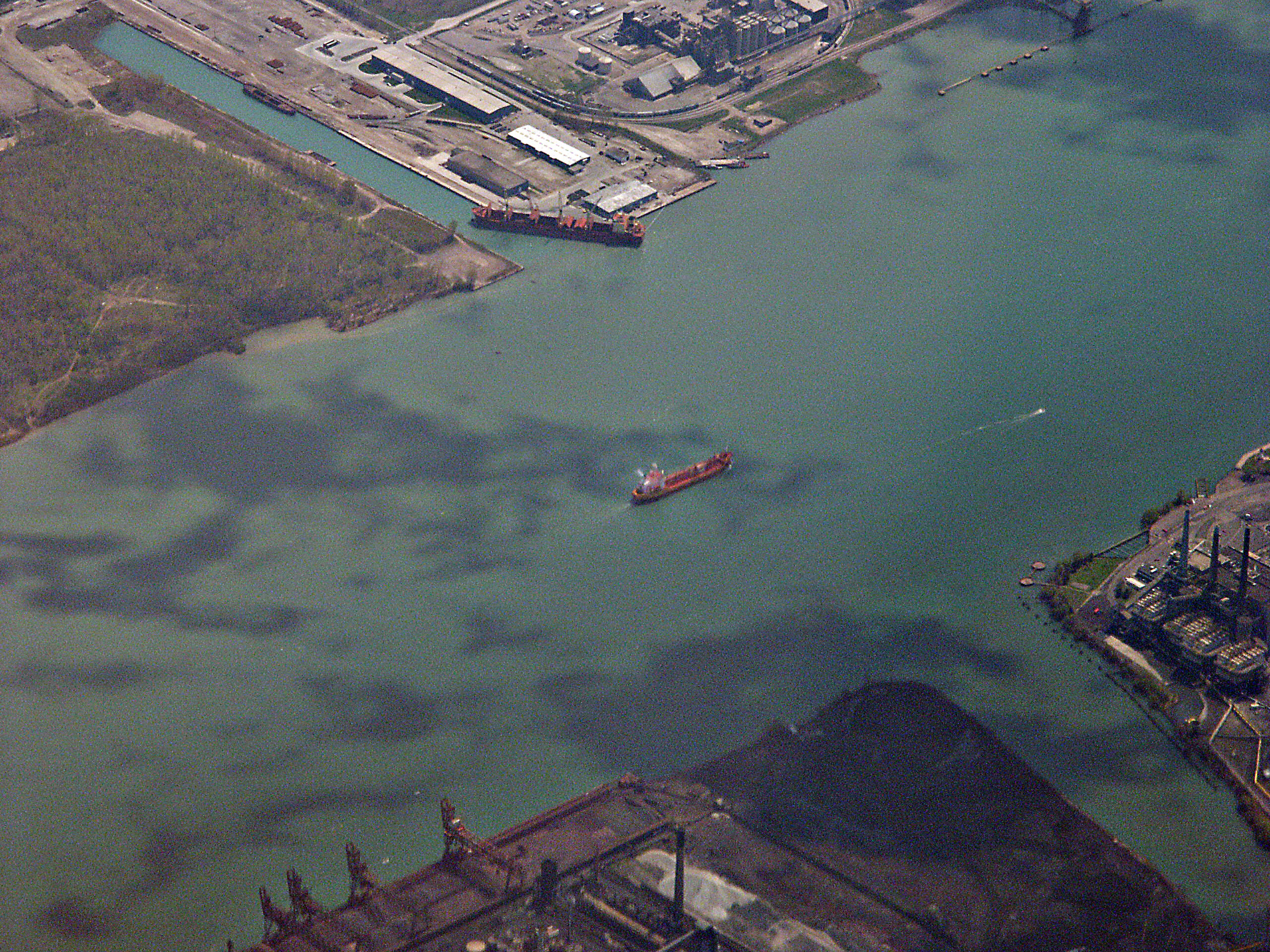
نهر ديترويت

## تاريخ
أُخذ اسم المدينة من نهر ديترويت، إذ يربط بحيرة هورون وبحيرة إيري. في السياق التاريخي، شملت ديترويت مضيق بحيرة ونهر سانت كلير.
في عام 1701، الضابط الفرنسي انطوان دي لا موث كاديلاك مع واحد وخمسين آخرين من الجنود الفرنسيين الكنديين، أسسوا مستوطنة تدعى فورت بونتشارترين دو ديترويت، تسمية ذلك على اسم الكونت دي بونتشارترين، وزير البحرية في عهد لويس الرابع عشر. عرضت فرنسا آنذاك أراض خالية مجانا في محاولة لجذب العائلات إلى ديترويت، التي نمت إلى 800 شخص في عام 1765، كانت أكبر مدينة بين مونتريال ونيو اورليانز. بحلول 1773، بلغ عدد سكان ديترويت 1400. وفي 1778، وصل تعداد سكانها يصل إلى 2144 ساكن وبذلك أصبحت ثالث أكبر مدينة في مقاطعة كيبيك.
كانت تجارة الفراء نشاطا اقتصاديا مهما في المنطقة، علم مدينة ديترويت يعكس هذا التراث الفرنسي. (انظر علم ديترويت، ميشيغان).
خلال الحرب الفرنسية والهندية (1760)، استطاعت القوات البريطانية السيطرة على المنطقة واختصرت الاسم إلى ديترويت. أطلقت عدة قبائل تمرد بونتياك (1763)، بما في ذلك حصار حصن ديترويت، لكنها فشلت في الاستيلاء عليه. صارت ديترويت تحت راية الولايات المتحدة بموجب معاهدة جاي (1796). في عام 1805، دمرت الحرائق جُلّ المستوطنة. كان النهر ومداخن الطوب من المنازل الخشبية الهياكل الوحيدة التي نجت من تلك الحرائق.
خلال أواخر القرن 19، تم بناء العديد من القصور الذهبية المعمرة في شرق وغرب ووسط المدينة الحالية، أبرزها كان قصر ديفيد ويتني الذي يقع في شارع وودوارد 4421. تم ترميمه في عام 1986 وهو معروف الآن باسم مطعم ويتني. خلال هذه الفترة أشار البعض إلى أن ديترويت أصبحت باريس الغرب لروعة هندستها المعمارية، وبالنسبة لواشنطن بوليفارد،  نمت المدينة بشكل مطرد خلال الثلاثينيات من القرن التاسع عشر من خلال عمليات الشحن، بناء السفن والصناعات التحويلية. احتلت ديترويت موقعا استراتيجيا على طول الممر المائي للبحيرات العظمى إذ باتت مركز نقل رئيسي. في عام 1896، دفعت التجارة مزدهرة هنري فورد لبناء أول سيارته في ورشة عمل مستأجرة في ماك افينو في ديترويت. خلال هذه الفترة، سُمح لديترويت لتوسيع حدودها بضم كل أو جزء من العديد من القرى والبلدات المحيطة بها.

## التركيبة السكانية
قام مكتب تعداد الولايات المتحدة بتحديد بيانات التركيبة السكانية لديترويت في تعداد الولايات المتحدة. في ما يلي، التركيبة السكانية حسب تعدادي 2000 و2010.

### تعداد عام 2000
بلغ عدد سكان دسلوغ 4,802 نسمة بحسب تعداد عام 2000، وبلغ عدد الأسر 1,963 أسرة وعدد العائلات 1,336 عائلة مقيمة في المدينة. في حين سجلت الكثافة السكانية 1,808.8 نسمة لكل ميل مربع (698.4/كم2). وبلغ عدد الوحدات السكنية 2,115 وحدة بمتوسط كثافة قدره 796.7 نسمة لكل ميل مربع (307.6/كم2).
وتوزع التركيب العرقي للمدينة بنسبة 98.63% من البيض و 0.42% من الأمريكيين الأصليين و 0.12% من الأمريكيين ذوي الأصول الآسيوية و 0.04% من سكان جزر المحيط الهادئ و 0.10% من الأمريكيين الأفارقة و 0.56% من عرقين مختلطين أو أكثر.
بلغ عدد الأسر 1,963 أسرة كانت نسبة 33.7% منها لديها أطفال تحت سن الثامنة عشر تعيش معهم، وبلغت نسبة الأزواج القاطنين مع بعضهم البعض 49.3% من أصل المجموع الكلي للأسر، ونسبة 15.0% من الأسر كان لديها معيلات من الإناث دون وجود شريك، وكانت نسبة 31.9% من غير العائلات. تألفت نسبة 27.3% من أصل جميع الأسر من أفراد ونسبة 13.3% كانوا يعيش معهم شخص وحيد يبلغ من العمر 65 عاماً فما فوق. وبلغ متوسط حجم الأسرة المعيشية 2.90، أما متوسط حجم العائلات فبلغ 2.40.
بلغ العمر الوسطي للسكان 35 عاماً. وكانت نسبة 25.3% من القاطنين تحت سن الثامنة عشر، وكانت نسبة 10.8% بين الثامنة عشرة والأربعة وعشرين عاماً، ونسبة 28.3% كانت واقعةً في الفئة العمرية ما بين الخامسة والعشرين والأربعة وأربعين عاماً، ونسبة 19.7% كانت ما بين الخامسة والأربعين والرابعة والستين، ونسبة 16.0% كانت ضمن فئة الخامسة والستين عاماً فما فوق. يوجد لكل 100 أنثى 86.8 ذكر، ويوجد لكل 100 أنثى في الثامنة عشر من عمرها فما فوق 78.9 ذكر.
بلغ متوسط دخل الأسرة في المدينة 31,956 دولار، أما متوسط دخل العائلة فبلغ 40,035 دولار. وكان متوسط دخل الذكور 35,451 دولار مقابل 19,599 دولار للإناث. وسجل دخل الفرد الخاص بالمدينة 16,235 دولار. وكانت نسبة 6.2% من العائلات ونسبة 10.2% من السكان تحت خط الفقر، وكان من هؤلاء نسبة 12.3% تحت سن الثامنة عشر ونسبة 12.2% في الخامسة والستين من العمر وما فوق.

### تعداد عام 2010
بلغ عدد سكان دسلوغ 5,054 نسمة بحسب تعداد عام 2010، وبلغ عدد الأسر 2,092 أسرة وعدد العائلات 1,361 عائلة مقيمة في المدينة. في حين سجلت الكثافة السكانية 1,742.8 نسمة لكل ميل مربع (672.9/كم2). وبلغ عدد الوحدات السكنية 2,274 وحدة بمتوسط كثافة قدره 784.1 لكل ميل مربع (302.7/كم2).
وتوزع التركيب العرقي للمدينة بنسبة 97.37% من البيض و 0.24% من الأمريكيين الأصليين و 0.16% من الأمريكيين ذوي الأصول الآسيوية و 0.77% من الأمريكيين الأفارقة و 1.40% من عرقين مختلطين أو أكثر.
بلغ عدد الأسر 2,092 أسرة كانت نسبة 34.1% منها لديها أطفال تحت سن الثامنة عشر تعيش معهم، وبلغت نسبة الأزواج القاطنين مع بعضهم البعض 44.7% من أصل المجموع الكلي للأسر، ونسبة 15.4% من الأسر كان لديها معيلات من الإناث دون وجود شريك، بينما كانت نسبة 5.0% من الأسر لديها معيلون من الذكور دون وجود شريكة وكانت نسبة 34.9% من غير العائلات. تألفت نسبة 28.7% من أصل جميع الأسر من أفراد ونسبة 12.7% كانوا يعيش معهم شخص وحيد يبلغ من العمر 65 عاماً فما فوق. وبلغ متوسط حجم الأسرة المعيشية 2.89، أما متوسط حجم العائلات فبلغ 2.37.
بلغ العمر الوسطي للسكان 37.4 عاماً. وكانت نسبة 24% من القاطنين تحت سن الثامنة عشر، وكانت نسبة 8.8% بين الثامنة عشرة والأربعة وعشرين عاماً، ونسبة 26.2% كانت واقعةً في الفئة العمرية ما بين الخامسة والعشرين والأربعة وأربعين عاماً، ونسبة 25.2% كانت ما بين الخامسة والأربعين والرابعة والستين، ونسبة 15.7% كانت ضمن فئة الخامسة والستين عاماً فما فوق. وتوزع التركيب الجنسي للسكان بنسبة 47.7% ذكور و52.3% إناث.

## الاقتصاد
يعمل حوالي 80500 شخص في وسط مدينة ديترويت، يشكل هذا الرقم نسبة خمس قاعدة التوظيف في المدينة.
في أيار 2012، ذكرت وزارة العمل أن معدل البطالة في المدينة لأبريل 2012 بلغ 15.8٪.
التخطيط والتنمية في ديترويت يؤثران على المنطقة وعلى الدولة أيضا.
قامت مدينة ديترويت بجهود لجذب الشركات للنمو بوسط المدينة في المنطقة ووفرت لذلك عدة مزايا مثل منطقة شبكة إنترنت لاسلكية مجانا، والحوافز الضريبية لرجال الأعمال، الترفيه، وواجهة نهر ديترويت العالمية، والمباني السكنية الشاهقة.
تتخذ كبرى الشركات العالمية في مختلف المجالات ديترويت كمقر لها على غرار أون ستار، إتش بي وفورد.

## الجرائم
تعاني ديترويت من مشاكل جدية مع الجريمة، إذ يُحسب عليها أنها تملك سادس أعلى معدل إجمالي جرائم عنف وأعلى معدل من نصيب الفرد من جرائم العنف بين أكبر 25 مدن الولايات المتحدة في عام 2007. تقريبا وقعت ثلثي جميع عمليات القتل في ميشيغان في عام 2011 في ديترويت. على الرغم من أن معدل الجرائم العنيفة انخفض 11 في المئة في عام 2008،  إلا أن هذا المعدل من الجرائم العنيفة في ديترويت لم يتراجع بقدر المعدل الوطني خلال 2007-2011. واستنادا إلى هذه الإحصائيات فإن معدل الجريمة العنيفة في ديترويت هو واحد من أعلى المعدلات في الولايات المتحدة. ذكرت Neighborhoodscout.com أن معدل الجريمة بلغ 62.18 جريمة لكل 1000 من السكان في جرائم الملكية، و16.73 لكل 1000 في جرائم العنف (مقارنة مع دراسات وطنية تشير إلى معدل 32 لكل 1000 لجرائم الملكية و 5 في 1000 لجرائم العنف في عام 2008.
وفقا لتحليلات 2007، لاحظ المسؤولون في ديترويت أن حوالي 65 إلى 70 بالمائة من جرائم القتل في المدينة كانت متصلة بالمخدرات، مع معدل قضايا جرائم القتل التي لم تحل بعد، قُدرت تقريبا بنسبة 70٪.

## المعالم
تضم مدينة ديترويت (منطقة ديترويت) العديد من المتاحف والمعارض العالمية وتتميز هذه المدينة بأنها “مدينة السيارات” فمنها بدأت صناعة السيارات في العالم ولا زالت هذه المدينة تمثل المقر الرئيسي لشركات السيارات العملاقة فورد وجنرال موتورز وكرايسلر.
هذه المدينة المتعددة الأعراق تتميز بأنها كانت بداية انطلاقة العديد من الاحداث في الولايات المتحدة ففيها عاشت ناشطة حركة الحقوق المدنية روزا باركس الأمريكية من أصل أفريقي.
ومن هذه المدينة كذلك انطلق بعض مشاهير الغناء والكوميديا ففي تسجيلات موتاون بدأ الكثير من المشاهير مثل مايكل جاكسون تسجيل ألبوماتهم. وفي هذه المدينة كان أول طريق معبد بالأسمنت بطول ميل في بداية القرن العشرين. وكذلك في هذه المدينة والتي تقع على الحدود الكندية تم إنشاء أول نفق للسيارات تحت البحر يربط بين دولتين (أمريكا وكندا).[بحاجة لمصدر]
من المتاحف الموجودة في المدينة متحف شارلز رايت وهو أكبر متحف في العالم يهتم بتاريخ الأمريكيين من أصول أفريقية، وكذلك متحف ومعرض هنري فورد الذي يعتبر أكبر متحف مغلق ومكشوف يهتم بالتاريخ في أمريكا الشمالية ويضم هذا المعرض الباص الذي كانت تستقله روزا باركس عند الحادثة المشهورة.
يوجد في المدينة أيضا معهد ديترويت للفنون وهو خامس أكبر متحف فنون في الولايات المتحدة ويضم جناح دائم عن الحضارة الإسلامية. قام مارتن لوثركنج بإلقاء خطابه الشهير «لدي حلم» في مسيرة بمدينة ديترويت في شهر يونيو من عام 1963 قبل شهرين من إلقائه في واشنطن العاصمة. في هذه المدينة أيضا نشأ بطل الملاكمة المشهور جو لويس في بداية القرن العشرين وفي هذه المدينة أيضا يقع مسجد “محمد” الذي بناه W.D. Ford مؤسس امة الإسلام عام 1930 ولا يزال المسجد قائما على شارع وايومنغ.
على بعد اقل من عشر دقائق تقع مدينة ديربورن “مسقط رأس هنري فورد” والتي تمثل أكبر تجمع للعرب خارج الوطن العربي. في هذه المدينة مجموعة من المساجد والمدارس الإسلامية التي تدرس المناهج الأمريكية بالإضافة إلى اللغة العربية والقران الكريم والحديث الشريف وكذلك توجد بعض المساجد التي تدرس اللغة العربية والقران الكريم لطلاب التعليم العام في إجازة نهاية الأسبوع وجميع هذه المدارس مصرحة ومعترف بها أكاديميا من الجهات التعليمية بالولاية.
هناك أيضا جامعة إسلامية بالكامل تدرس تخصصات مختلفة ومصرحة بتدريس مرحلة الماجستير والدكتوراه.
بعض المساجد في المدينة (تقام بها جميع الصلوات بما فيها الجمع والاعياد):
مسجد ديربورن (ويطلق عليه البعض مسجد دكس):
http://www.masjiddearborn.org/
يقع في منطقة دكس ويعتبر أول مسجد بني في الولاية وثاني مسجد في أمريكا وقد بني عام 1938
المركز الإسلامي بديترويت (يضم كذلك مدرسة إسلامية ابتدائي، متوسط, ثانوي للبنين والبنات)

## بعض المعلومات عن المدينة
- تضم مركز البريد العائم الوحيد في العالم.
- أول مدينة تصدر أرقام هواتف للأفراد عام 1879.
- في ديترويت، وجد أول مشروب غازي باسم فيرنر في أمريكا عام 1862.
- احتفلت ديترويت عام 2001 بمرور 310 عام على انشائها.
- تشييد أول طريق سريع (دايفيسون) في أمريكا عام 1942

لمشاهدة المجلة التي تعنى بالسياحة في ديترويت قم بزيارة الموقع http://e-ditionsbyfry.com/Olive/ODE/VDT.

## المدن الشقيقة
ديترويت لديها سبع مدن شقيقة، على النحو المحدد من قبل المنظمة الدولية للمدن الشقيقة
- تويوتا، اليابان
- دبي، الإمارات العربية المتحدة
- تورين، إيطاليا
- كيتوي، زامبيا
- مينسك، بيلاروسيا
- ناساو، جزر الباهاما
- تشونغكينغ، جمهورية الصين الشعبية

## تعليم
- مدارس ديترويت الحكومية

## وصلات خارجية
- الموقع الرسمي